# Maryse Justin
Pour les articles homonymes, voir Justin.
Maryse Justin Pyndiah, née le 25 août 1959 et morte le 25 septembre 1995, est une athlète mauricienne.

## Carrière
Maryse Justin est 51e du marathon féminin aux Jeux olympiques d'été de 1988.
Médaillée de bronze du marathon aux Jeux de la Francophonie de 1989, elle obtient la médaille d'or du 3 000 mètres aux Jeux des îles de l'océan Indien 1985 et du marathon aux Jeux des îles de l'océan Indien 1990.
Elle est médaillée d'argent du 5 kilomètres marche aux Championnats d'Afrique de 1992.
Elle est championne de Maurice du 1 500 mètres en 1984 et 1985, du 3 000 mètres en 1983, 1984, 1985 et 1988 et du semi-marathon en 1993.
Elle est détentrice du record national du marathon, 2 h 48 min 40 s en 1988, jusqu'en 2022.
Elle meurt à l'âge de 36 ans d'un cancer.